# Озерёво (Боровичский район)
Озерёво — деревня в Боровичском муниципальном районе Новгородской области, относится к Волокскому сельскому поселению.
Деревня находится на северо-западе Боровичского района, в 20 км к северо-западу от административного центра поселения — деревни Волок, в 5 км к северо-востоку от деревни Елигово (там проходит автомобильная дорога Боровичи — Любытино). Неподалёку от деревни (с севера и запада) есть несколько небольших озёр: Березники, Клепалище, Моховое и др.

## История
В 1911 году деревня Озерево относилась к Десято-Пятницкой волости Боровичского уезда Новгородской губернии, число жителей тогда было — 88, дворов — 80, деревня тогда находилась на земле Озеревского сельского общества, в деревне была часовня. По постановлению ВЦИК от 3 апреля 1924 Десято-Пятницкая волость была присоединена к Волокской волости уезда. Население деревни Озерево по переписи населения 1926 года — 173 человека. Затем, с августа 1927 года, деревня в составе Лягуновского сельсовета новообразованного Боровичского района новообразованного Боровичского округа в составе переименованной из Северо-Западной в Ленинградскую области. В ноябре 1928 года Лягуновский сельсовет был переименован в Озеревский. По постановлению ЦИК и СНК СССР от 23 июля 1930 года Боровичский округ был упразднён, а район перешёл в прямое подчинение Леноблисполкому. Указом Президиума Верховного Совета СССР от 5 июля 1944 года была образована Новгородская область и Боровичский район вошёл в её состав.
Решением Новгородского облисполкома № 296 от 9 апреля 1960 года Озеревский сельсовет был упразднён, а деревня Озерево вошла в состав Окладневского сельсовета.
Во время неудавшейся всесоюзной реформы по делению на сельские и промышленные районы и парторганизации, в соответствии с решениями ноябрьского (1962 года) пленума ЦК КПСС «о перестройке партийного руководства народным хозяйством» с 10 декабря 1962 года и сельсовет и деревня вошли в крупный Боровичский сельский район, а 1 февраля 1963 года административный Боровичский район был упразднён, но пленум ЦК КПСС, состоявшийся 16 ноября 1964 года, восстановил прежний принцип партийного руководства народным хозяйством, после чего Указом Верховного Совета РСФСР от 12 января 1965 года сельские районы были преобразованы вновь в административные районы и решением Новгородского облисполкома от 12 января 1965 года и Окладневский сельсовет и деревня вновь в Боровичском районе. Решением Новгородского облисполкома № 571 от 22 сентября 1975 года Окладневский сельсовет был упразднён, а деревня вошла в состав Волокского сельсовета.
После прекращения деятельности Волокского сельского Совета в начале 1990-х стала действовать Администрация Волокского сельсовета, которая была упразднена с 1 января 2006 года на основании постановления Администрации города Боровичи и Боровичского района от 18 октября 2005 года и деревня Озерёво, по результатам муниципальной реформы входит в состав муниципального образования — Волокское сельское поселение Боровичского муниципального района (местное самоуправление), по административно-территориальному устройству подчинена администрации Волокского сельского поселения Боровичского района.

## Население
| 1989 | 2002 | 2006 | 2008 | 2009 | 2010 |
| ---- | ---- | ---- | ---- | ---- | ---- |
| 30   | ↘19  | ↘11  | →11  | →11  | ↘8   |

По переписи населения 2002 года, в деревне Озерёво проживали 19 человек (95 % русские)

## Инфраструктура
В деревне есть автономная система водоснабжения.